# Henny Radijs
Janna Hendrika (Henny) Radijs (Rotterdam, 23 maart 1915 – Amsterdam, 2 oktober 1991) was een Nederlands keramist.

## Leven en werk
Radijs was aanvankelijk kantoorbediende. De keramist Hein Andrée stimuleerde haar om pottenbakker te worden. Ze volgde de opleiding keramiek aan de Rotterdamse Academie van Beeldende Kunsten (1942-1946). Ze kreeg lessen van Andrée, Heinz Mauser en Gerrit de Blanken. Op de academie leerde ze Olga Oderkerk (1924-1987) kennen, met wie ze van 1953 tot 1969 samenwoonde, vanaf 1962 in Brielle. Beide vrouwen ontwikkelden zich als keramist, elk met een eigen stijl.
Radijs was lid van de Rotterdamse kunststichting, het Genootschap Samenwerkende Ambachtskunstenaars en de Federatie van Verenigingen van Beroeps Beeldende Kunstenaars. Ze exposeerde meerdere malen, geregeld samen met Oderkerk. In 1969 verhuisde zij naar Amsterdam en Oderkerk terug naar Rotterdam. In Amsterdam ging Radijs zich richten op het maken van abstract-geometrische plastieken, daarbij beïnvloed door Jan van der Vaart. Ze had hem in de jaren 50 lessen gegeven in het draaien.
In 1989 werd Radijs opgenomen in een verzorgingshuis, waar ze een aantal jaren later op 76-jarige leeftijd overleed.

## Afbeeldingen

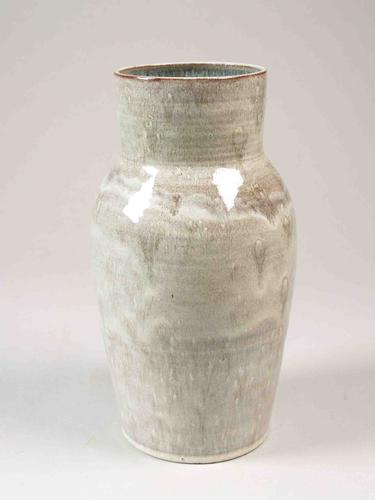
vaas, smal en hoog, bedekt met een grijs glazuur (1960)
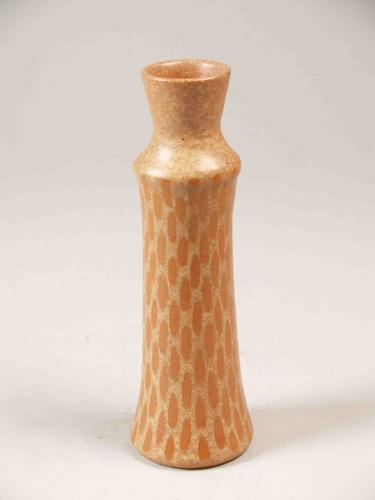
vaas met gevlekt decor in grijs-bruin (1964)
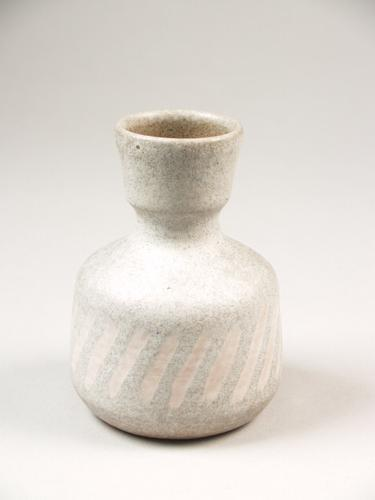
vaas, grijs geglazuurd, met decor van roze strepen (1965)
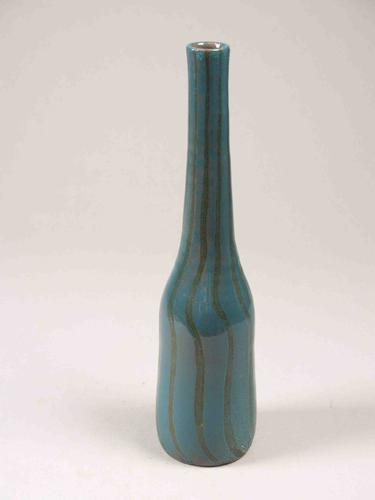
vaas in flesvorm, hoog model met turquoise glazuur en patroon van groene verticale lijnen (1975)
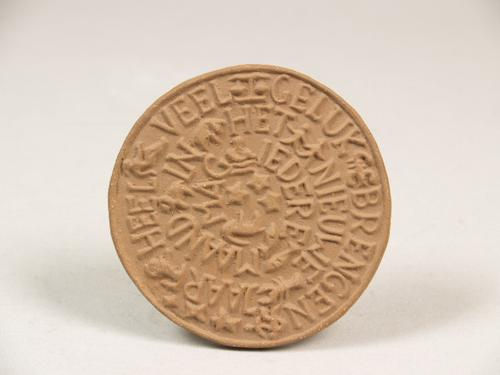
Nieuwjaarspenning (1975): "Mag iedere maand in het nieuwe jaar heel veel geluk brengen"
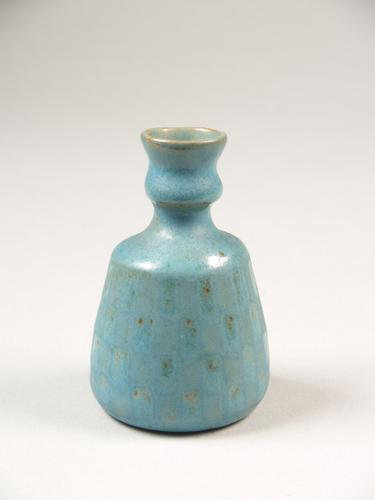
vaas, blauw geglazuurd, met decor van rechthoeken (1978)